# Une vie rêvée
Une vie rêvée è un film del 2024 diretto da Morgan Simon.

## Trama
Dopo aver lavorato per la maggior parte della sua vita, Nicole è ora una donna disoccupata di 52 anni in preda ai debiti, che si vede revocare il libretto degli assegni. Le è rimasto solo il figlio diciannovenne Serge, con cui condivide un piccolo appartamento vicino a Parigi. Per quanto il rapporto tra i due sia coronato da molto affetto, Serge fatica a sopportare quel tipo di vita e le stravaganze materne. Quando, la vigilia di Natale, Nicole gli comunica che ha deciso di donare il corpo alla scienza affinché non debba spendere per il suo funerale, Serge si infuria e va via di casa.
Ormai completamente sola, Nicole comincia a frequentare un bar sotto casa, dove lavora Norah, l'unica persona che ancora manifesti qualche interesse per lei e per la sua situazione. A san Silvestro, dopo aver passato la serata nel locale, Nicole e Norah trascorrono la notte insieme. Il mattino dopo, Serge rincasa trovando la madre in effusioni con la donna; smaltito l'iniziale smarrimento, il ragazzo accetta la situazione. Per Nicole, amata da Norah e riconciliata con il figlio, comincia così una nuova vita, allietata anche da un impiego.

## Produzione
La pellicola è di ispirazione autobiografica. Morgan Simon, in questo suo secondo lungometraggio, parla di un rapporto tra madre e figlio che attinge ampiamente alla sua esperienza personale. «È la storia con mia madre a Créteil», ha affermato Simon, continuando: «L'appartamento con le piante di plastica per sostituire il giardino che avevamo nella vita di prima, e il regalo di Natale, tutto ciò è vero».

### Riprese
La maggior parte del film è stata girata a Créteil.

## Distribuzione
Une vie rêvée è uscito nelle sale francesi il 4 settembre 2024.

## Riconoscimenti
- 2024 – Festival du Film Francophone d'Angoulême[3]
  - Candidatura
- 2024 – Prix de la Fondation Barrière[4]